# Усть-Дунгуй
Усть-Дунгу́й (бур. Дунгуйн Адаг) — улус в Кяхтинском районе Бурятии. Административный центр сельского поселения «Алтайское».

## География
Улус расположен в 122 км к юго-востоку от Кяхты на правом берегу Чикоя, при впадении в него речки Зун-Дунгуй, в 2,5 км севернее границы с Монголией, проходящей по главному руслу реки. Находится у северного края поймы Чикоя у восточного подножия горы Хугтэй-Хан. Наряду с улусом Цаган-Челутай и селом Анагустай Усть-Дунгуй является одним из самых южных населённых пунктов в Бурятии.

## Население
| 2002 | 2010 | 2012 | 2013 | 2014 | 2015 | 2016 |
| ---- | ---- | ---- | ---- | ---- | ---- | ---- |
| 854  | ↘712 | ↘686 | ↗688 | ↘678 | ↘670 | ↘640 |
| 2017 | 2018 | 2019 | 2020 | 2021 | 2023 | 2024 |
| ↘622 | ↘603 | ↘577 | ↘560 | ↗589 | ↘570 | ↘552 |

## Инфраструктура
Средняя общеобразовательная школа, Дом культуры, библиотека, детский сад, детская школа искусств. детско-юношеская спортивная школа, врачебная амбулатория, летний детский спортивно-оздоровительный лагерь, узел электросвязи.

## Экономика
Сельскохозяйственный производственный кооператив «Алтайский», заготовка и переработка древесины.

## Археологические памятники
По горе Хугтэй-Хан к западу от улуса находятся:
- Писаница «Утёс Городовой». I тысячелетие до н. э.
- Могильник 1 «Хугто Хан». III век до н. э. — I век н. э.
- Могильник 2 «Хугто Хан VIII». X—XV века н. э.